# Palazzo Bernini
Palazzo Bernini, mais apropriadamente chamados de Palazzi Bernini, são dois palácios barrocos vizinhos localizados nos números 11 e 12 da Via della Mercede, no rione Colonna de Roma, e famosos por terem pertencido ao famoso arquiteto e escultor Gianlorenzo Bernini.

## História
Pietro Bernini, o pai de Gianlorenzo, se mudou para Roma em 1606 e se mudou para uma casa em frente à basílica de Santa Maria Maggiore, onde ele e seu filho viveram por muitos anos, mesmo sendo o local considerado muito remoto. Graças ao papa Urbano VIII Barberini, que encomendo-lhe muitos palácios, igrejas e monumentos funerários, Gianlorenzo se tornou um homem muito rico, o que o levou a se mudar para um local mais central (e também um local cujo desenvolvimento urbano se deveu aos Barberini): em 1642 ele comprou dois edifícios vizinhos na Via della Mercede.

No primeiro, o mais baixo no número 11, viveu o próprio Bernini, que tinha ali seu estúdio no piso térreo e ali morreu em 1680. Este edifício, vendido em 1641 pela marquesa Fúlvia Naro ao pai de Gianlorenzo, conserva, no primeiro andar, duas lunetas que recordam episódios da vida de Bernini: em um está representada a visita que o papa Urbano VIII fez ao artista e, no outro, a entrega das chaves da Cidade Leonina ao artista em reconhecimento à sua atividade artística por ocasião de sua visita em maio de 1665.
O palácio, adquirido no século XIX pela Assicurazioni Generali di Venezia, que depois afixou na fachada o leão de São Marcos (idêntico ao do Palazzo della Assicurazioni Generali, na Piazza Venezia), foi em grande parte restaurado, mas mantendo suas características originais, como o majestoso portal rusticado com silhares radiais que se abre entre portas de entrada arqueadas com cartelas na chave, transformadas em espaços comerciais no final do século XIX. Acima do piso térreo se elevam dois pisos com sete janelas arquitravadas e de moldura simples no primeiro piso e sem arquitrave no segundo; acima do beiral se eleva um ático. Acima do portal, em 1882, foi colocada uma lápide com os seguintes dizeres:"L'ANNO MDCCCXXXII (1832) ULTIMO DI SUA VITA QUESTA CASA ABITÒ L'ILLUSTRE ROMANZIERE SCOZZESE WALTER SCOTT DA EDIMBURGO". 
No número 12 está o outro edifício dos Bernini, também adquirido da marquesa de Naro e desde o princípio utilizado como fonte de renda através do aluguel de apartamentos. No século XIX ele foi vendido e completamento transformado num estilo neorrenascentista. A fachada se eleva em três pisos separados por largas cornijas marcapiano com sete janelas cada, arquitravadas nos primeiros dois e com moldura simples no terceiro. No alto, corre um beiral sustentado por mísulas. No térreo se abre um portal rusticado encimado por uma varanda com balaustrada e flanqueado por janelas arquitravadas e gradeadas acima de pequenas janelas do porão.
Uma lápide com o busto de Gianlorenzo Bernini, esculpido por Ettore Ferrari em 1898, está indicada com a seguinte inscrição:"QUI VISSE E MORÌ GIANLORENZO BERNINI SOVRANO DELL'ARTE AL QUALE SI CHINARONO REVERENTI PAPI, PRINCIPI, POPOLI. IL COMITATO PER LE ONORANZE CENTENARIE COL CONCORSO DEL COMUNE POSE VII DIC MDCCCXCVIII". Apesar de muito elegante e sugestiva, a inscrição foi afixada no edifício errado, pois o palácio no qual viveu Bernini é o vizinho, no número 11. A inscrição afirma que papas e reis se ajoelharam diante de Bernini, o que provavelmente é um exagero. Ele era uma pessoa de personalidade muito agradável e sabia usá-la: ele estava preparado para agradar pessoas importantes para as quais ele trabalhava deixando-as acreditar que seguia suas sugestões, mas, apesar disto, ele tinha muita consciência do valor de sua arte e de seu próprio valor como artista. Quando a rainha Cristina da Suécia o visitou, por exemplo, ele a encontrou em sua oficina ainda com suas roupas de trabalho, indicando desta forma que sua atividade como artista tinha precedência sobre regras de etiqueta. Neste estúdio ficava a estátua "A verdade descoberta pelo tempo", que ele esculpiu para si próprio (e que atualmente está na Galleria Borghese).
Uma história curiosa decorre do fato de este o edifício estar de frente para a esquina sudoeste do Palazzo di Propaganda Fide, o que levou a um encontrou, hoje muito famoso, entre Bernini e Borromini, que trabalhava em sua construção e que havia sido o responsável por retirar do odiado Bernini a encomenda. Segundo a história, para exprimir sua satisfação, Borromini fez com que seus operários trabalhassem uma noite inteira decorando a janela na esquina do palácio com duas belas e vistosas orelhas de burro, uma piada com a incapacidade artística de Bernini. Este, na manhã seguinte, ao observar a janela e sua curiosa decoração, pensou numa vingança. Assim que escureceu, ele subiu ao teto de seu edifício e, trabalhando pendurado, esculpiu uma das mísulas do beiral dando-lhe a forma inequívoca de um pênis. Infelizmente nada restou desta escultura fálica, "removida por motivos de decência" pelas autoridades. 
Bernini deixou uma fortuna aos seus herdeiros, que se mudaram para um palácio em frente ao Palazzo Ruspoli, na Via del Corso, que também ficou conhecido como Palazzo Bernini.